# Jesper Parnevik
Jesper Bo Parnevik (Estocolmo; 7 de marzo de 1965) es un golfista profesional. Es el hijo del comediante e imitador sueco, Bosse Parnevik. Ha estudiado en Palm Beach Junior College.

## Carrera
Se hizo golfista profesional en 1987. Parnevik tuvo sus mayores éxitos de invierno y primavera en 2000. Ganó dos eventos en Estados Unidos, el PGA Tour y su mejor posición fue el número 7 en el mundo. Parnevik ha estado muy cerca de ser el primer sueco en ganar el Open británico en 1994 y 1997.    Pasó 38 semanas entre los diez mejores de la clasificación Oficial Mundial de Golf en 2000 y 2001. Como jugador de golf, ha ganado 143 280 646 coronas suecas (17,325,769,18 USD). Ha ganado 12 veces en 594 partidos. Ganó el Open escocés en 1993, el Volvo Scandinavian Masters en 1995, el Trophée Lancôme en 1996 y el Volvo Scandinavian Masters en 1998 en el European Tour. Ganó el Phoenix Open en 1998, Greater Greensboro Chrysler Classic en 1999, Bob Hope Chrysler Classic, GTE Byron Nelson Classic en 2000 y Honda Classic en 2001 en el PGA Tour.
Jesper Parnevik ha tenido un montón de problemas con su cuerpo y ha tenido que pasar por dos operaciones de caderas, una en 2000 y otra en 2009, lo que llevó a que tuviera que retirarse del PGA Tour Qualifying Tournament en diciembre de 2009. En 2010, Parnevik tuvo que retirarse otra vez, a causa del dolor de espalda que tenía.
Parnevik han recibido atención como modelo, lo que tuvo un impacto en la ropa que lleva cuando juega al golf. Se le ha visto con sombreros y pantalones rosa de Johan Lindeberg.  Puma Golf firmó un contrato con Jesper Parnevik en 2014, que se le atribuye por su influencia en el LUX Golf appearel Line. También es conocido por comer polvo volcánico como suplemento dietético. El apodo de gira de Parnevik es "Spaceman".

## Vida personal
Jesper Parnevik vive en Jupiter, Florida. Está casado desde 1994 con Mia Parnevik, con la que tiene tres hijas y un hijo (Peg, Penny, Phillippa y Phoenix).  
Parnevik le presentó al golfista profesional Tiger Woods a Elin Nordegren, quien trabajaba como niñera de sus hijos. Parnevik declaró en 2009 que se arrepiente de su responsabilidad al haberlos presentado después de que los informes de la infidelidad de Woods surgieran ese año.  
En noviembre de 2011, Parnevik fue el protagonista con su familia en el programa de la cadena de televisión sueca “Berg flyttar in”. 
La familia de Parnevik grabó un programa de televisión de realidad en 2014 llamado Parneviks que se transmite a partir de marzo de 2015 sólo en Suecia en el canal TV3 y da ideas sobre su vida familiar en la Florida y Suecia.